# 7940 Еріхмайєр
7940 Еріхмайєр (7940 Erichmeyer) — астероїд головного поясу, відкритий 13 березня 1991 року.
Тіссеранів параметр щодо Юпітера — 3,389.